# 랠라 슬롯맨
랄라 슬로트먼(Lala Sloatman, 영어 발음: /ˈlɑːlɑː/, 1970년 10월 12일 ~ )은 미국의 배우, 모델이다. 음악가 프랭크 자파의 조카이다.
윈터파크에서 태어났다.

## 출연 작품

### 영화
- 불타는 태양 (1988)
- 워쳐스 대습격 (1988)
- 드림 걸 (1989, Dream a Little Dream)
- 볼케이노 (1990)
- 로큰롤 탐정 포드 (1990)
- 볼륨을 높여라 (1990) - 제니 역
- LA 이야기 (1991)
- 드래곤 (1993)
- 아미티빌 '93 (1993)
- 썸웨어 (2010)

### 텔레비전
- 왓 어 카툰! (1996) - 애니메이션